# Лившиц, Эммануил Маркович
Эммануил Маркович Лившиц (1920 - 2003) — главный конструктор ОКБ «РУССАР», лауреат Государственной премии СССР (1967).
Родился 15 декабря 1920 года.
Окончил оптический факультет Ленинградского института точной механики и оптики (ЛИТМО) (1947).
Во время войны - в эвакуации в г. Черепаново Новосибирской области, в 1942—1944 гг. начальник снабжения ЛИТМО, также работал техником на оптическом заводе.
С 1947 г. на научной и преподавательской работе в ЛИТМО. Начальник НИС ЛИТМО (до 1965 года).
С 1965 г. главный конструктор ОКБ ЛИТМО (ОКБ «РУССАР»).
Кандидат технических наук, доцент. Один из основателей научно-педагогической школы университета "Опытно-конструкторское бюро «РУССАР».
Государственная премия 1967 года — за создание, исследование и внедрение комплекса оптических систем для работы в жидких средах (за разработку широкоугольных гидросъемочных объективов).
Умер 01 февраля 2003 года. Похоронен в городе Кёльн.